# Leuwimunding (plaats)
Leuwimunding is een bestuurslaag in het regentschap Majalengka van de provincie West-Java, Indonesië. Leuwimunding telt 5458 inwoners (volkstelling 2010).